# Giacomo Meyerbeer
Giacomo Meyerbeer (tên khai sinh: Jacob Liebmann Beer) (1791-1864) là nhà soạn nhạc, nghệ sĩ piano, nhạc trưởng người Đức gốc Do Thái.

## Cuộc đời và sự nghiệp
Khi còn nhỏ, Giacomo Meyerbeer chơi piano, 11 tuổi đã công diễn bản concerto của Wolfgang Amadeus Mozart tại Berlin, 12 tuổi đã sáng tác bản concerto đầu tiên. Năm 1814, Meyerbeer đến Paris và London. Năm 1816, theo lời khuyên của Antonio Salieri, Meyerbeer sang Ý sống tới 8 năm, sáng tác 6 vở opera theo phong cách Ý. Năm 1824, Meyerbeer trở lại Paris, chẳng bao lâu nổi tiếng thế giới về sáng tác opera.

## Phong cách âm nhạc
Opera chiếm vị trí trung tâm trong toàn bộ sáng tác của Giacomo Meyerbeer. Ông là người (kết hợp với Eugène Scribe), người viết libretto) đã sáng tạo thể loại opera lịch sử-lãng mạn quy mô lớn, được gọi là grand-opera. Ông có nhiều sáng tạo trong việc định ra những nguyên tắc cấu trúc loại vở opera 5 màn dựa trên những tương phản kịch tính gay gắt, phân bổ chính xác những tình tiết và hiệu quả cho các màn, xử lý các bè hát đòi hỏi kỹ thuật thanh nhạc cao, phối dàn nhạc rất tinh tế và giàu màu ắc. Ông có ảnh hưởng tới sự phát triển của opera, tác động đến Richard Wagner, Giuseppe Verdi

## Các tác phẩm
Giacomo Meyerbeer đã sáng tác:
- 16 vở opera, nổi bật có:

- Hiệp sĩ Thập tư chinh Ai Cập (1824)
- Robert-Con quỷ (1831)
- Những người tôn giáo (1836)
- Nhà tiên tri (1849)
- Ngôi sao phương Bắc (1854)
- Sự tha thứ của Ploermel hay Dinorah (1859)
- Cô gái châu Phi (1837-1864)

- Ballet Vượt sông (1810)
- Các bản oratorio, cantata, thánh thi
- Overture theo kiểu hành khúc (1862)
- Bốn điệu nhảy cầm đuốc và các tác phẩm khác cho dàn nhạc giao hưởng
- Những tiểu phẩm cho piano
- Các bản romance, trong đó có 6 élégie (tiếng Việt: bi ca) (1839)
- 24 bản ballade
- Những bản hợp xướng
- Các ca khúc
- Nhạc cho sân khấu